# Ричард Симонс
Милтон Тигл Симонс (енгл. Milton Teagle Simmons; Њу Орлеанс, 12. јул 1948 — Лос Анђелес, 13. јул 2024), познатији као Ричард Симонс (енгл. Richard Simmons), био је амерички фитнес инструктор, глумац и видео продуцент. Познат је по својој ексцентричној, блиставој и енергичној личности. Крајем 1960-их је започео емитовање својих програма за мршављење и од тада је објавио више десетина књига, звучних снимака и видео материјала.

## Додатни извори
- Carey, Kevin (7. 11. 2007). „"We're Leaving Our Children's Behinds Behind" — An Interview with Richard Simmons”. The Quick and the Ed. American Institutes for Research. Архивирано из оригинала 11. 11. 2007. г.
- Davis, David (27. 11. 2012). „Still Richard: Richard Simmons keeps grooving at 64”. SB Nation. Vox Media.
- Hellmich, Nanci (22. 7. 2008). „7/22/2008”. USA Today. McLean, Virginia: Gannett.
- Michel, Martin (21. 7. 2008). „Fitness Guru Takes Message to Congress”. Tell Me More. NPR.
- Staff (13. 3. 2006). „Love yourself, lose weight”. Canada.com. Canwest. Архивирано из оригинала 4. 3. 2016. г.
- Staff (24. 8. 2007). „Richard Simmons: Fit Kids Are Smart Kids”. Education Week. Editorial Projects in Education.
- „Staying fit with the one and only fitness guru, Richard Simmons!” (интервју). Интервју са Cindy Rhodes. Sidewalks Entertainment. јун 2006. Архивирано из оригинала 24. 10. 2016. г.